# Gelo Ih

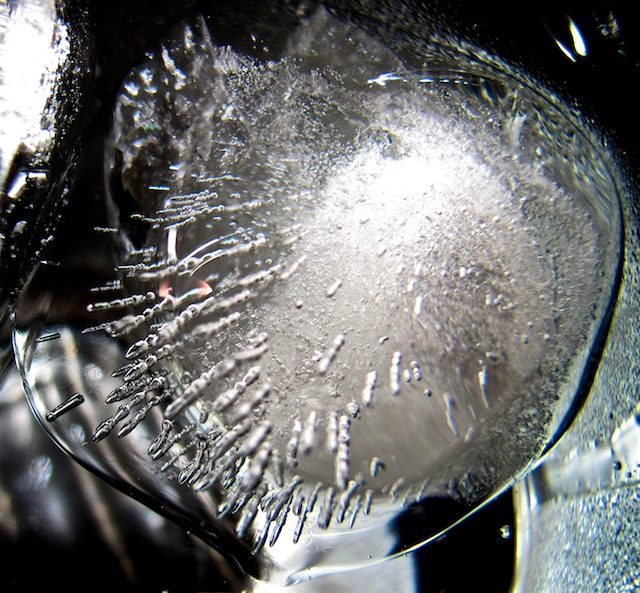
Fotografia mostrando detalhes de um cubo de gelo. O Gelo I_{h} é a forma de gelo mais comum na terra.

O Gelo Ih é uma forma cristalina hexagonal do gelo, ou água congelada. Virtualmente, todo o gelo na biosfera está na forma Ih, com exceção de uma pequena quantidade de gelo  Ic que ocasionalmente é encontrado na atmosfera superior. O Gelo Ih possui muitas propriedades peculiares que são relevantes para a existência e manutenção da vida na terra. É estável a -200ºC e pode existir a pressões superiores a 0,2 GPa. A estrutura cristalina é caracterizada pela simetria hexagonal e angulos de ligações quase tetraédricos.